# Cantó d'Imphy
El cantó d'Imphy és un cantó francès del departament del Nièvre, situat al districte de Nevers. Té sis municipis i el cap és Imphy.

## Municipis
- Chevenon
- Gimouille
- Imphy
- Magny-Cours
- Saincaize-Meauce
- Sauvigny-les-Bois

## Història
| Data d'elecció                           | Identitat      | Partit | Qualitat |
| ---------------------------------------- | -------------- | ------ | -------- |
| 1985-1992                                | Lucien Perrot  | PCF    |          |
| 1992-                                    | Georges Eymery | PS     |          |
| les dades anteriors no són pas conegudes |                |        |          |
|                                          |                |        |          |

## Demografia
| A partir de 1990: Població sense dobles comptes |